# Hilarion Gruzin
Hilarion (gruz. ილარიონ ქართველი, ur. 822 w Kachetii, zm. 19 listopada 875 lub 876) – gruziński święty mnich chrześcijański.
Według hagiografii pochodził z zamożnej rodziny w Kachetii. W wieku sześciu lat jego rodzice oddali go na naukę do mnicha. Dziecko robiło szybkie postępy w nauce, co skłoniło ojca do zbudowania, z wdzięczności, klasztoru przeznaczone dla 60-osobowej wspólnoty. Chłopiec zamieszkał w monasterze razem z duchownymi. Nie chcąc jednak być stale odwiedzanym przez rodzinę, w wieku 15-16 lat postanowił przenieść się do klasztoru Dawid Garedżi. Mimo młodego wieku zamieszkał samotnie w grocie i szybko zyskał znaczny szacunek z uwagi na ascetyczny tryb życia, po czym skupił wokół siebie grupę naśladowców. Następnie przyjął święcenia kapłańskie z rąk biskupa Rustawi.
Hieromnich Hilarion udał się następnie na pielgrzymkę do Jerozolimy i do ławry św. Sawy Uświęconego. Na siedem, lub nawet siedemnaście lat osiedlił się samotnie w grocie nad Jordanem. Według hagiografii do powrotu do Iberii przekonała go Matka Boża w czasie widzenia. Hilarion wrócił wówczas do rodzinnej miejscowości, gdzie dowiedział się, że z jego rodziny żyje jeszcze tylko matka. Przekazała mu ona cały majątek, sama zamieszkała w żeńskim klasztorze. Uzyskany spadek mnich przeznaczył na ufundowanie monasterów męskiego i żeńskiego oraz na wsparcie ubogich. Sam został przełożonym wspólnoty męskiej, lecz gdy miejscowa ludność i zarządca prowincji zaczęli prosić go o przyjęcie chirotonii biskupiej, odszedł z klasztoru razem z dwoma innymi mnichami.
Hilarion i jego uczniowie dotarli do Bitynii, gdzie zamieszkali na górze Olimp, w opuszczonej kaplicy. Został przyjęty do miejscowej wspólnoty mniszej, szybko zyskał sławę cudotwórcy i uzdrowiciela, zgromadził wokół siebie grupę mnichów-Gruzinów. Jednak gdy jego sława ponownie stała się zbyt wielka, opuścił w 869 Olimp i udał się na pielgrzymkę do Konstantynopola. Następnie spędził dwa lata w Rzymie. Wędrując ponownie do Konstantynopola, w Salonikach miał dokonać cudu uzdrowienia kilkuletniego chłopca. Następnie postanowił założyć w tym miejscu nowy klasztor, którym kierował do swojej śmierci w dniu 19 listopada 875 lub 876.
Kult Hilariona rozwinął się zarówno w jego rodzinnej Iberii, jak i w Bizancjum, jednak moment jego oficjalnej kanonizacji nie jest znany. Pierwsze żywoty mnicha, niezachowane do naszych czasów, były zredagowane w języku greckim. W X w. jego żywot w języku gruzińskim spisał św. Eutymiusz z Athosu; tekst ten uważany jest za jeden z najcenniejszych zabytków literatury gruzińskiej.